# CAM-plante
 For alternative betydninger, se Cam.
CAM er en forkortelse for det engelske Crassulacean Acid Metabolism (= "Stenurt-familiens syrestofskifte"). Mange sukkulenter har udviklet en biokemisk strategi, der tillader dem at nøjes med at holde spalteåbningerne åbne om natten, mens de alligevel kan gennemføre normal fotosyntese i dagtimerne. Metoden er udbredt langt ud over Stenurt-familien, og den er fundet hos mindst 26 forskellige dækfrøede familier og tilmed hos nogle bregner. Ananas-planten og Agave er nogle af de mere kendte CAM-planter.
CAM-planter findes normalt på steder, hvor vand er besværligt at skaffe. Det kan være i tørre eller delvis tørre egne, eller det kan være i saltsumpe. Desuden bruges metoden af nogle epifytiske orkideer, der må nøjes med det vand, de kan hente ud af luften i form af dug. CAM skåner planterne for det vandtab, der vil opstå, når spalteåbningerne holdes åbne om dagen, men manglen af fordampning medfører, at planterne ikke bliver tilstrækkeligt afkølet. CAM-planter må med andre ord tåle betydeligt højere temperaturer i cellerne end dem, andre planter kan leve med.
CAM-planterne åbner spalteåbningerne om natten, så de kan optage CO2, som derefter bliver oplagret i form af æblesyre. Den opsamles i bladcellernes vakuoler, sådan at deres osmotiske koncentration øges. Det gør det i næste omgang lettere at opsuge og oplagre vand i de tykke blade. I dagtimerne flyttes æblesyren ud af vakuolerne og nedbrydes, sådan at den bundne CO2 frigøres igen. Ved hjælp af lyset bliver det omdannet til glukose i den helt normale fotosyntese.